# Acordo Estados Unidos-México-Canadá
O Acordo Estados Unidos-México-Canadá (em inglês:  United States–Mexico–Canada Agreement, USMCA; em inglês:  Canada-United States–Mexico Agreement, CUSMA; em castelhano:  Tratado entre México, Estados Unidos y Canadá, T-MEC; em francês:  Accord Canada–États-Unis–Mexique, ACEUM) é um acordo de livre comércio entre o Canadá, México e os Estados Unidos cujas negociações foram concluídas e acordadas. Tem sido referenciado como "NAFTA 2.0", por ser o acordo que substitui o Tratado Norte-Americano de Livre Comércio (NAFTA). O acordo é resultado da renegociação do NAFTA em 2017-2018 pelos Estados membros, que concordaram informalmente com os termos em 30 de setembro de 2018 e formalmente em 1º de outubro. O documento foi assinado pelo primeiro-ministro canadense Justin Trudeau, e pelos presidentes dos Estados Unidos e do México, Donald Trump e Enrique Peña Nieto, respectivamente, em 30 de novembro de 2018, durante a Cúpula do G20 de 2018, em Buenos Aires, na Argentina. Ainda se faz necessário que o acordo seja aprovado por todas as casas legislativas dos países membros para que o mesmo entre em vigor.
O USMCA moderniznou várias provisões assinadas vinte e cinco anos antes no NAFTA, especialmente no que diz respeito à propriedade intelectual e comércio digital e utilizou muito do linguajar contido no RCEP, dos quais Canadá e México são signatários. As principais mudanças em relação ao seu antecessor incluem aumento das regulamentações ambientais e de trabalho; maiores incentivos à produção de automóveis nos Estados Unidos (com cotas para a produção automotiva canadense e mexicana); mais acesso à indústria de laticínios canadense; e um maior limite de isenção de impostos para canadenses que compram produtos online dos Estados Unidos.
No geral, contudo, o USMCA é bem similar ao NAFTA, transportando muitas das mesmas disposições e fazendo apenas mudanças modestas, principalmente cosméticas, e deve causar apenas um pequeno impacto econômico.

## Antecedentes
As relações entre o Canadá, os Estados Unidos e o México são baseadas no Tratado Norte-Americano de Livre Comércio (NAFTA), acordo de livre comércio que passou a entrar em vigor efetivamente em 1º de janeiro de 1994. O Tratado é resultado de mais de um ano de negociações, incluindo ameaças tarifárias dos Estados Unidos contra o Canadá, além da possibilidade de acordos bilaterais independentes.
Durante a eleição presidencial de 2016, Donald Trump prometeu em campanha renegociar ou cancelar o Tratado. Após a eleição, Trump iniciou uma série de mudanças que afetaram as relações comerciais com outros países: abandono do Acordo de Paris, deixando de fazer parte das negociações da Parceria Transpacífico e aumento significativo das tarifas contra a China.

## Assinatura e Ratificação

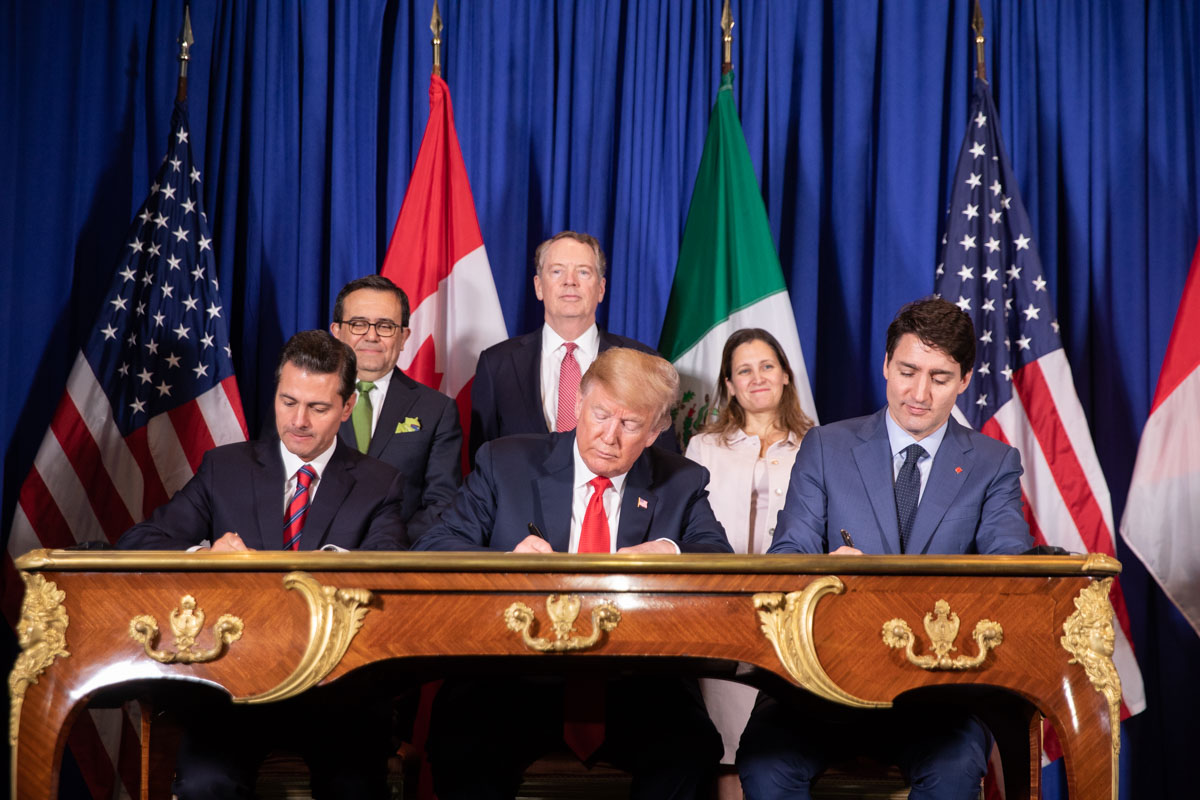
Cerimônia de assinatura do Acordo Estados Unidos-México-Canadá durante a Cúpula dos países do G20 em Buenos Aires, na Argentina, em 30 de novembro de 2018.

O acordo foi assinado pelo primeiro-ministro do Canadá, Justin Trudeau, o presidente dos Estados Unidos, Donald Trump, e o presidente do México, Enrique Peña Nieto, em 30 de novembro de 2018 durante a cúpula do G20 de 2018 em Buenos Aires, na Argentina. No entanto, ainda será necessário que o documento seja ratificado pelas casas legislativas dos países membros para entrar em vigor.

## Impacto econômico
É projetado que o USMCA gere efeitos muito pequenos nas economias de seus signatários. Um trabalho publicado pelo Fundo Monetário Internacional (FMI) de março de 2019 afirmou que o acordo teria um efeito "negligenciável" na economia da América do Norte. O estudo do FMI projetou que o USMCA "afetaria negativamente o comércio nos setores automotivo, têxtil e de vestuário, [...] levando também maior acesso a produtos no mercado, com um efeito negligenciável no PIB." O estudo do FMI observou que os benefícios econômicos da USMCA seriam muito aumentados se houvesse um fim para a guerra comercial de Trump (ou seja, se os Estados Unidos eliminassem as tarifas sobre as importações de aço e alumínio do Canadá e do México, e o Canadá e o México reduzissem as tarifas retaliatórias sobre as importações dos Estados Unidos).
Em abril de 2019, a Comissão Internacional de Comércio fez uma análise onde afirmaram que era estimado que o USMCA quando implementado completamente (seis anos após sua ratificação) aumentaria o PIB nos Estados Unidos em 0,35% e aumentaria o emprego em 0,12% (176 000 novos postos de trabalho). Uma outra análise feita pelo Serviço de Pesquisa do Congresso descobriu que o acordo não teria um efeito mensurável sobre empregos, salários ou crescimento econômico em geral.
Em dezembro de 2019, Thea M. Lee e Robert E. Scott do Economic Policy Institute criticou o USMCA como "fraco" porque não teria "praticamente nenhum impacto mensurável sobre os salários ou rendimentos dos trabalhadores dos Estados Unidos", afirmando que os benefícios gerais seriam pequenos.
Em junho de 2020, o jornal Nikkei Asian Review relatou que as montadoras japonesas estavam optando por "triplicar os salários dos mexicanos em vez de se mudar para os Estados Unidos", a fim de evitar tarifas sobre peças automotivas.